# Patecatl

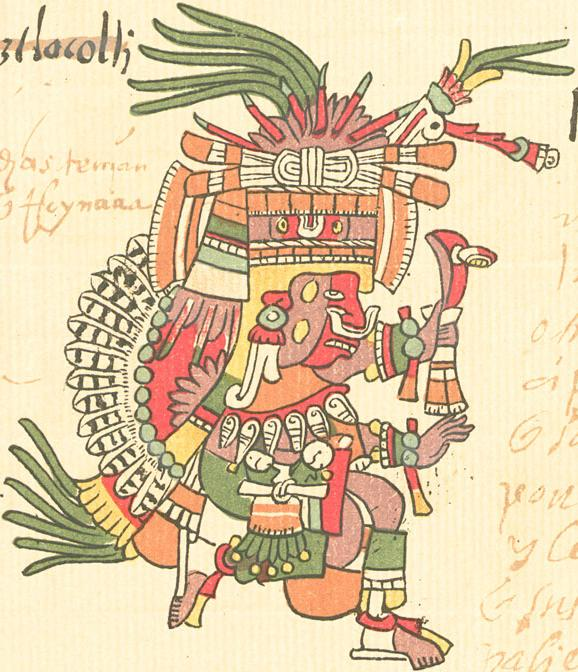
Patecatl im Codex Telleriano-Remensis

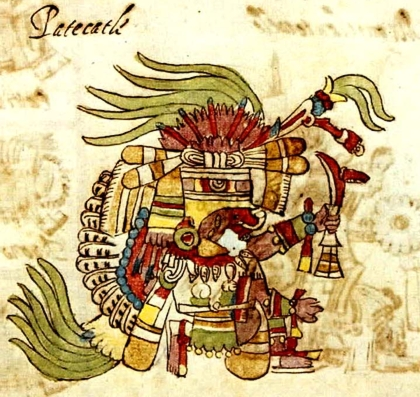
Patecatl, im Codex Rios

Patecatl (Nahuatl: Der aus dem Land der Arzneien) war in der aztekischen Mythologie der Gott der Heilkunst, der Fruchtbarkeit und der Entdecker des Peyote. Er war der Gatte Mayahuels und hatte mit ihr die vierhundert Pulquegötter, die Centzon Totochtin (Vierhundert Kaninchen) gezeugt. Somit galt er auch als Vater Tepoztecatls und anderer namentlich bekannter Götter, die mit dem Pulque assoziiert waren: Texcatzonatl, Colhuatzincatl, Macuiltochtli und Ome Tochtli. Im Tonalamatl des Codex Borbonicus wird Patecatl die elfte Woche und der zwölfte Tag (malinalli, Gras) unterstellt. Im Azteken-Kalender herrscht Patecatl über die 13. Trecena (von Eins Affe bis Dreizehn Haus). Seiner Trecena voran geht die Trecena Mictlantecuhtlis, gefolgt wird sie von der Itztlacoliuhquis.

## Belege
1. ↑  George C. Vaillant: Die Azteken, Seite 184.